# Conseil supérieur de l'audiovisuel (Turquie)
Pour les articles homonymes, voir Conseil supérieur de l'audiovisuel.
Le Conseil supérieur de l'audiovisuel (turc : Radyo ve Televizyon Üst Kurulu) de Turquie est l'instance chargée de la régulation et du contrôle du secteur audiovisuel.
Fondée en 1994, RTÜK  est composée de neuf membres élus par la Grande Assemblée nationale de Turquie. RTÜK est situé à Ankara et possède des bureaux locaux à Istanbul, Izmir et Diyarbakir.

## Fonctions, autorisations et responsabilités
1. Formuler des stratégies concernant le traitement de l'information, les systèmes d'information et de communication et l'automatisation au Conseil suprême, suivre de près les développements technologiques dans ce domaine, veiller à ce que le personnel informatique obtienne des informations actualisées dans le domaine des technologies de l'information, élaborer des plans à moyen et à long terme et lancer, exécuter, suivre, finaliser et soumettre au Conseil suprême des études de projets informatiques dans le cadre de ces plans.
2. Se procurer les systèmes et les équipements nécessaires au contrôle, à l'enregistrement et à l'analyse des services de radiodiffusion, installer ou faire installer ces systèmes en recourant, le cas échéant, aux studios des organismes de radiodiffusion, et assurer ou faire assurer leur entretien, leur réparation et leur exploitation.
3. Gérer les processus matériels et logiciels de l'infrastructure informatique en collaboration avec les unités concernées lors de la mesure des taux d'écoute et de visionnage des services de radiodiffusion, et fournir les services informatiques requis.
4. Sélectionner, acheter et installer le matériel, les logiciels, l'infrastructure et les autres éléments adaptés à la plate-forme des systèmes d'information et aux exigences du Conseil suprême, mener des recherches pour accroître l'efficacité de tous les systèmes et les mettre en pratique.
5. Soutenir les études sur les instruments de mesure et les équipements à utiliser dans la réglementation relative aux services de radiodiffusion en termes de technologies de l'information.
6. Déterminer, annoncer et assurer l'application des normes pour la préparation et l'utilisation des systèmes d'information et le traitement des demandes.
7. En cas de besoin, assurer la mise à disposition de systèmes de secours qui peuvent être nécessaires pour assurer la continuité des services informatiques fournis par les systèmes existants.
8. Afin d'assurer la sécurité des systèmes d'information du Conseil suprême et des informations contenues dans ces systèmes, réaliser des études sur la sécurité de l'information et des informations, créer des couches de sécurité sur les systèmes d'information, déterminer des politiques de sécurité et les soumettre au Conseil suprême.
9. Réaliser des études de qualité et d'amélioration pour une utilisation efficace des systèmes d'information, prendre les mesures nécessaires pour que les systèmes et les applications qui s'y trouvent fonctionnent sans interruption, réaliser et faire réaliser les travaux de maintenance et de réparation de tous les systèmes d'information qui déterminent les priorités dans le cadre des plans d'entreprise.
10. Assurer le développement des logiciels d'application nécessaires et prévus liés aux systèmes d'information du Conseil suprême, mettre ces logiciels à disposition en état de fonctionnement avec les manuels d'utilisation, former les utilisateurs à l'application.
11. Mettre en place l'infrastructure nécessaire pour les technologies de communication similaires, telles que l'internet et l'intranet, utilisées au Conseil suprême, pour acheter, exploiter, maintenir opérationnel et mettre à jour le système et les logiciels d'application nécessaires.
12. Assurer la mise en place, au sein du Conseil suprême, de systèmes d'information appuyés par la technologie et orientés vers les citoyens, en coopération avec d'autres institutions et organisations compétentes et d'autres pays, le cas échéant dans le cadre des applications de l'administration en ligne.
13. Participer aux réunions, conférences, séminaires, etc. liés aux technologies de l'information et de la radiodiffusion en Turquie et à l'étranger et suivre de près toutes sortes d'innovations, de développements et d'études liés à ces technologies et les présenter au Conseil suprême.
14. S'acquitter d'autres tâches confiées par le Conseil suprême et le président du Conseil suprême[1].